# João Baptista de Mattos
João Baptista de Mattos (Rio de Janeiro, 24 de junho de 1900 - Rio de Janeiro, 21 de maio de 1969) foi um militar brasileiro tendo sido o primeiro negro a chegar a patente de marechal no Brasil.

## Biografia
Nascido no dia 24 de junho de 1900 no Rio de Janeiro, filho de uma família simples e com poucos recursos, João Baptista de Mattos foi alfabetizado e teve acesso à instrução primária formal, em uma escola pública municipal do Rio de Janeiro. Depois, estudou no Colégio Pedro II. Ingressou no Exército Brasileiro (EB) em 1918, aos 17 anos de idade, quando prestou prova de seleção para a Escola Militar do Realengo(Atual Academia Militar das Agulhas Negras). Aprovado, iniciou seus estudos como Aspirante da Arma de Infantaria.
Mattos concluiu a Escola Militar em 1921 e foi designado para servir em Florianópolis, sendo promovido a 2º Tenente e, em pouco tempo, 1º Tenente e depois Capitão. Enquanto Tenente do Exército serviu em Florianópolis, Curitiba, Maceió, Salvador, Recife e na então Capital Federal. Casou-se com Olga Braga Gomes, em 1923, tendo sete filhos.
Também se formando Bacharel em Direito na década de 1930 em Niterói, Mattos serviu em cerca de 13 estados da federação ao longo de sua carreira, sempre se destacando perante os demais oficiais. Durante a Segunda Guerra Mundial, como Major e Tenente-Coronel, esteve à frente do treinamento dos oficiais da Força Expedicionária Brasileira (FEB). Segundo relatos, foi impedido de participar na Campanha na Itália pelo General Dutra, então Ministro da Guerra, por preconceito contra oficiais de alta patente negros.
Ao longo de sua vida envolveu-se ainda em diversos círculos letrados, voltados para a pesquisa histórica e geográfica brasileira. Foi presidente do Instituto de História e Geografia Militar do Brasil, tesoureiro da Sociedade Brasileira de Geografia, membro efetivo do Instituto Histórico do Sergipe, Rio de Janeiro e Pará, círculos que denotam sua inserção no mundo intelectual.
Atingiu o generalato no final da década de 1940 e em 27 de julho de 1954, já com o posto de General de Divisão, foi nomeado oficial de gabinete do ministro da guerra, assumindo a função em 10 de agosto, para auxiliar na administração do Exército. Neste período, o Presidente da República Getúlio Vargas reunia forças para tentar resistir às investidas desestabilizadoras, operadas contra o seu governo. Em 1961 comandou a 9ª Região Militar, já como General de Exército.
O General João Baptista de Mattos foi promovido ao posto de Marechal em 1964, chegando ao mais alto posto do Exército Brasileiro na época, tendo ido para a Reforma logo depois. O falecimento de Mattos, no dia 21 de maio de 1969, no Rio de Janeiro, rendeu diversas, homenagens e hoje ele dá nome a algumas escolas e ruas do Brasil.

## Livros
- Os monumentos nacionais - Piauí, 1947.[4]